# Charles Rouxel
Pour les articles homonymes, voir Rouxel.
Charles Rouxel, né le 6 avril 1948 à Bricquebec (Manche), surnommé Charly Rouxel, est un coureur cycliste français, professionnel de 1970 à 1978.

## Biographie
Charly Rouxel, athlète d'un mètre quatre-vingt, a été professionnel de 1970 à 1979.
Il a participé à 6 Tours de France, de 1973 à 1978, obtenant une place de 33e en 1978, son meilleur classement dans cette compétition.
Il a gagné le premier Tour méditerranéen en 1974.

## Palmarès

### Palmarès amateur
- 1968
  -  Champion de Bretagne des sociétés
  - Tour de la Manche
  - 3e du  Circuit de la vallée de la Loire
- 1969
  -  Champion de Bretagne des sociétés
  - Maillot des As
  - Deux Jours de Caen :
    - Classement général
    - 1re et 2e (contre-la-montre) étapes

  - 9e étape du Tour de l'Avenir
  - 3e du Prix de la Saint-Laurent

### Palmarès professionnel
- 1970
  - 5e du championnat du monde sur route
- 1971
  - 8e de Paris-Nice
- 1973
  - 2e du Grand Prix de Montauroux
  - 3e du Grand Prix de Saint-Tropez
- 1974
  - Tour méditerranéen
  - Circuit de l'Indre
  - 3e de Paris-Bourges
  - 6e du Grand Prix du Midi Libre
- 1975
  - 1re étape de l'Étoile de Bessèges
  - Grand Prix d'Antibes
  - 4e étape du Tour de Belgique
  - 2e de l'Étoile de Bessèges
- 1976
  - 4e étape du Tour de Corse
  - 6e du Grand Prix du Midi Libre
- 1978
  - 2eb étape du Tour d'Indre-et-Loire

## Résultats dans les grands tours

### Tour de France
6 participations
- 1973 : 36e
- 1974 : 74e
- 1975 : 52e
- 1976 : 58e
- 1977 : hors délais (17e étape)
- 1978 : 33e

### Tour d'Espagne
1 participation 
- 1971 : 56e